# ФК „Белослав“
ФК Белослав е български футболен отбор от град Белослав, който участва в А областна група - Варна. Клубът е основан през 1918 г. В своята история има 15 сезона в Б група, като най-силният му период е през 70-те години на ХХ век под името Ватев. За последно клубът е част от второто ниво на българския футбол през сезон 1983/84.
В края на 70-те години, в началото на своите кариери, по един сезон във Ватев играят бившите национали Живко Господинов и Пламен Гетов.

## История
Футбол в Белослав има от 1918 г. В следващите години съществува отбор на Стъкларска фабрика, който дори участва в първеството на Втора дивизия на Варненска окръжна спортна област (ВОСО).
След политическите промени на 09.09.1944 г. в Белослав е създаден Спортен клуб „Димитър Ватев“. По същото време за кратко съществува и СК „Ботев“.
Вследствие на реорганизацията на спорта в страната, през 1949 г. футболът в Белослав е трансформиран в Доброволна спортна организация (ДСО) „Торпедо“. По-късно футболният отбор приема името на стъкларския завод „Стойко Пеев“. След поредната реформа в спорта, през 1957 г. се осъществява обединение с ДСО „Торпедо“ и ДСО „Динамо“ под името Дружество за физическа култура и спорт (ДФС) „Ватев“. През 1979 г. името е променено на ДФС „Белослав“, от 1989 г. – отново „Ватев“, по-късно – пак „Белослав“, а от 2013 г. – Футболен клуб „Белослав 1918“.
През 1961/62 г. за първи път участва в Б група и завършва на 14 място.
През 1974 г. се представя много добре в Северната Б група и заема 7 място. След това през 1978 г. достига до осминафинал за купата на страната, но отпада от Левски-Спартак с 0:3 в Нова Загора. През лятната пауза в отбора е привлечен и голмайстора Пламен Гетов от Спартак (Варна). Отбора се утвърждава в средата на класирането на Северната Б група. На следващата година обаче отбора е напуснат от няколко от най-добрите си футболисти, между които и Пламен Гетов и отпада в Североизточната В група. Още през 1981 г. се завръща в Северната Б група и завършва на 11 място, т.е. в средата на класирането (от общо 22 отбора). Участва още два сезона в Б група, след което отпада във В група и оттогава не се е класирал за Б група. Преди началото на сезон 2004/05 г. се отказа от участие в Североизточната В група. Участва в А ОФГ-Варна. Играе домакинските си мачове на стадион Димитър Ватев, с капацитет 6000 зрители. Основните цветове на отбора са червено, синьо и бяло.
В силните години на "Белослав" треньори на представителния отбор са били: Петко Дочев, Георги Арнаудов - Алаха, Стефан Стефанов - Чефо, Христо Колев, Кирил Пандов, Васил Ненов, Димитър Димитров - Клечо, Иван Василев - Катила, Иван Филипов, Илия Кирчев, Спас Киров, Благой Калфов и др.
С над 200 мача за "Белослав" в професионалния футбол са: Благой Калфов - 342, Христо Янев - 296, Недялко Липчев - 292 и Петър Петров - 289. Голмайстор е Тодор Василев - 48 гола.

## Успехи
- Осминафиналист за купата на страната през 1974/75 (груповата фаза) и 1977/78 г.
- 7 място в Северната Б група през 1973/74 г.
- 9 място в Северната Б група през 1972/73 и 1974/75 г.
- 11 място в Северната Б група през 1981/82 г.
- 12 място в Северната Б група през 1977/78 г.
- 14 място в Б група през 1961/62 г.
- 15 участия в Б група.

## Известни футболисти
- Христо Бързински
- Благой Калфов
- Пламен Гетов
- Тодор Гергов
- Кеворк Тахмисян
- Йордан Аспарухов
- Стоян Димов
- Недялко Липчев
- Иван Чиликов
- Светослав Маринов
- Мирослав Марчев
- Валентин Якимов
- Недко Сираков
- Ивайло Димитров
- Димитър Димитров
- Андрей Любенов
- Илиян Ташев
- Кирил Савов
- Лъчезар Ганев
- Тодор Кожухаров
- Наско Смайлов
- Иво Ицков
- Николай Каров
- Иван Тодоров
- Иван Андреев
- Даниел Колев
- Иван Атанасов-Левски
- Калоян Михалев
- Йордан Пенев
- Иван Галинов
- Владимир Маринов
- Мартин Димов
- Николай Пенев